# Illhaeusern
Illhaeusern je občina v departmaju Haut-Rhin francoske regije Alzacija.
Leta 1990 je v občini živelo 578 oseb oz. 55 oseb/km².